# Баттон, Дик
Ри́чард То́ттен (Дик) Ба́ттон (англ. Richard Totten «Dick» Button; 18 июля 1929, Энглвуд, Нью-Джерси — 30 января 2025, Северный Салем, Нью-Йорк) — американский фигурист, выступавший в одиночном катании. Двукратный олимпийский чемпион (1948, 1952), пятикратный чемпион мира (1948—1952). Впоследствии — телевизионный комментатор.
На Олимпийских играх 1948 стал самым молодым олимпийским чемпионом в истории мужского одиночного катания (в возрасте 18 лет и 202 дней).

## Биография

### Детство и юность
Дик Баттон родился и вырос в городе Энглвуд, Нью-Джерси. Он рано начал кататься, но не относился к тренировкам серьёзно до 12 лет, когда его отец нечаянно услышал, как Дику говорят, что тот никогда не станет хорошим фигуристом. Вскоре отец Баттона отправил его в Нью-Йорк, где Баттон начал заниматься с тренером по спортивным танцам на льду Джои Кэрроллом. На протяжении всего лета он тренировался в Лейк-Плэсиде у Кэрролла, а затем по его совету перешёл к Густаву Ласси.С этим тренером Баттон остался до конца карьеры.

### Начало карьеры
В возрасте 16 лет он выиграл чемпионат США, причем все судьи единогласно отдали ему первое место. Таким образом, Баттон отобрался на чемпионат мира 1947 года в Стокгольме, где занял второе место после Ханса Гершвилера. Гершвилер был первым по обязательным фигурам, а Баттон выиграл произвольную программу, но в конечном итоге всё же стал вторым. То был последний раз в карьере Баттона, когда фигурист занял на чемпионате мира место ниже первого. На чемпионате мира Баттон подружился с Ульрихом Сальховом, который был разочарован поражением Баттона и, чтобы поддержать фигуриста, подарил ему свой первый кубок (Сальхов одержал победу на своём первом чемпионате мира в 1901 году). Позднее Баттон передал этот трофей американцу Джону Мише Петкевичу.
На чемпионате Европы 1948 года Баттон опять соперничал с Гершвиллером и на сей раз одержал победу. В следующем году американцам было запрещено выступать на чемпионате Европы, таким образом, Баттон стал единственным гражданином США, который выиграл европейское первенство.

### Любительская карьера
На зимних Олимпийских играх 1948 года Баттон после обязательных фигур опережал Гершвилера на 29.6 баллов, одержав победу в четырёх из пяти фигур. На тренировке он пытался прыгать двойной аксель, но каждый раз исполнял его с ошибкой. За день до произвольной программы Баттону все же удалось впервые исполнить этот прыжок, и он решил рискнуть и включить его в программу. Баттону удалось совершить задуманное, таким образом, он стал первым спортсменом, исполнившим двойной аксель на соревнованиях. Его результаты в произвольной и обязательных фигурах позволили занять первое место. Восемнадцатилетний Баттон стал самым молодым олимпийским чемпионом в истории мужского одиночного катания. В последний раз он соперничал с Гершвиллером на чемпионате мира этого же года и снова одержал победу. Чемпионат США тоже завершился золотой медалью для Баттона. В 1949 году он получил американскую премию Салливана за выдающиеся спортивные достижения.
Осенью 1947 года Баттон собирался начать обучение в Йельском университете, но был вынужден прерваться для подготовки к Олимпиаде. Хотя руководство университета поначалу уверяло, что спортивная карьера не помешает обучению, позднее Баттону заявили, что если он хочет посещать Йельский университет, с фигурным катанием придется закончить. По совету друзей он подал документы и был принят в Гарвардский университет, который закончил в 1952 году (по специальности юриспруденция).
На протяжении всей оставшейся карьеры Баттон выигрывал все состязания, в которых принимал участие. От него каждый год ожидали рекордов. В 1949 году он исполнил каскад двойной риттбергер—двойной риттбергер, в 1950 г. каскад двойной риттбергер—двойной риттбергер—двойной риттбергер, в 1951 году каскад двойной аксель—двойной риттбергер. К зимним Олимпийским играм 1952 года Баттон с тренером готовили тройной прыжок, который Баттон впервые успешно исполнил на показательных выступлениях чемпионате Европы в Вене. На Олимпиаде он в произвольной программе исполнил тройной риттбергер — первый тройной прыжок в истории фигурного катания, а затем повторил его на чемпионате мира.

### Профессиональная карьера
С 1962 года Баттон работал комментатором на телеканале ABC Sports. В 1981 году он получил премию «Эмми» как лучший телевизионный аналитик.
Скончался 30 января 2025 года на 96-м году жизни.

## Достижения
- Первым исполнил двойной аксель[7].
- Первым исполнил тройной риттбергер[7].
- Первым из мужчин исполнил либелу.
- Единственный американец, победивший на чемпионате Европы[2].
- Первый американец, победивший на чемпионате мира.
- Первый американец, завоевавший медаль на Олимпиаде.
- Самый молодой олимпийский чемпион в истории мужского одиночного катания (победил на Играх 1948 в возрасте 18 лет и 157 дней).

## Результаты
| Соревнование                 | 1944 | 1945 | 1946 | 1947 | 1948 | 1949 | 1950 | 1951 | 1952 |
| ---------------------------- | ---- | ---- | ---- | ---- | ---- | ---- | ---- | ---- | ---- |
| Зимние Олимпийские игры      |      |      |      |      | 1    |      |      |      | 1    |
| Чемпионаты мира              |      |      |      | 2    | 1    | 1    | 1    | 1    | 1    |
| Чемпионаты Европы            |      |      |      |      | 1    |      |      |      |      |
| Североамериканский чемпионат |      |      |      | 1    |      | 1    |      | 1    |      |
| Чемпионаты США               | 1 N. | 1 J. | 1    | 1    | 1    | 1    | 1    | 1    | 1    |

- N = Среди новичков; J = Юниорские соревнования